# Diaea longisetosa
Diaea longisetosa es una especie de araña cangrejo del género Diaea, familia Thomisidae. Fue descrita científicamente por Roewer en 1961.

## Distribución
Esta especie se encuentra en Senegal.